# نصرت‌آباد (تبریز)
 قره قوزی، روستایی از توابع بخش مرکزی شهرستان تبریز در استان آذربایجان شرقی ایران است.

## جمعیت
این روستا در دهستان اسپران قرار دارد و براساس سرشماری مرکز آمار ایران در سال ۱۳۸۵، جمعیت آن ۲۵۰ نفر (۵۵خانوار) بوده‌است.